# احمد جمعه (بازیکن فوتبال اهل مصر)
احمد جمعه (عربی: أحمد جمعة؛ زادهٔ ۱۶ اوت ۱۹۸۸) یک بازیکن فوتبال در پست مهاجم اهل مصر است.

## باشگاهی
از باشگاه‌هایی که در آن بازی کرده‌است می‌توان به باشگاه فوتبال المصری اشاره کرد.

## تیم ملی
وی همچنین در تیم ملی فوتبال مصر بازی کرده است.